# Guatemala op de Olympische Zomerspelen 1976
Guatemala nam deel aan de Olympische Zomerspelen 1976 in Montréal, Canada. Net als bij de drie eerdere deelnames werd geen medaille gewonnen.

## Resultaten en deelnemers

### Gewichtheffen
| Olympiër     | Discipline | Resultaat | Prestatie                                                   |
| ------------ | ---------- | --------- | ----------------------------------------------------------- |
| Edgar Tornez | -56kg (m)  | 15e       | trekken: 15de met 95kg stoten: 17de met 120kg totaal: 215kg |

### Paardensport
| Olympiër       | Discipline  | Resultaat | Prestatie                            |
| Eventing       | Eventing    | Eventing  | Eventing                             |
| -------------- | ----------- | --------- | ------------------------------------ |
| Rita de Luna   | individueel | DNF       | niet gefinisht                       |
| Silvia de Luna | individueel | DNF       | niet gefinisht                       |
| Springconcours |             |           |                                      |
| Oswaldo Méndez | individueel | 22e       | 1ste ronde: 22ste met 12 strafpunten |

### Schietsport
| Olympiër                 | Discipline | Resultaat | Prestatie             |
| ------------------------ | ---------- | --------- | --------------------- |
| Francisco Romero Arribas | skeet      | 56e       | 176 punten            |
| Edgardo Zachrisson       | skeet      | 6e        | 196 punten            |
| Eduardo Echeverría       | trap       | 38e       | 156 punten            |
| Víctor Giordani          | skeet      | 27e       | 504 punten: (258-246) |
| Arturo Iglesias          | skeet      | 26e       | 506 punten: (263-243) |

### Voetbal
| Olympiër | Discipline | Resultaat | Prestatie                                                             |
| --- | ---------- | --------- | --------------------------------------------------------------------- |
| Julio Anderson Edgar Bolaños Marco Fión Julio Rodolfo García Julio Gómez Jorge Hurtarte Félix MacDonald Benjamín Monterroso Carlos Monterroso René Moráles Selvin Pennat Ricardo Piccinini Sergio Rivera Óscar Sánchez Peter Sandoval Luis Villavicencio Allan Wellman | mannen     | 10e       | groep B: 4de G van Israël: 0-0 V van Frankrijk: 1-4 G van Mexico: 1-1 |

| Groep B |           |             |             |             |             |            |            |            |        |
| #       | Land      | Wedstrijden | Wedstrijden | Wedstrijden | Wedstrijden | Doelpunten | Doelpunten | Doelpunten | Punten |
| #       | Land      | G           | W           | G           | V           | V          | T          | Saldo      | Punten |
| 1       | Frankrijk | 3           | 2           | 1           | 0           | 9          | 3          | +6         | 5      |
| 2       | Israël    | 3           | 0           | 3           | 0           | 3          | 3          | 0          | 3      |
| 3       | Mexico    | 3           | 0           | 2           | 1           | 4          | 7          | -3         | 2      |
| 4       | Guatemala | 3           | 0           | 2           | 1           | 2          | 5          | -3         | 2      |

| Ronde      | Datum      | Plaats    | Land | Score     | Land |
| ---------- | ---------- | --------- | ---- | --------- | ---- |
| Groepsfase |            |           |      |           |      |
| 19 juli    | Toronto    | Israël    | 0-0  | Guatemala |      |
| 21 juli    | Sherbrooke | Frankrijk | 4-1  | Guatemala |      |
| 23 juli    | Sherbrooke | Mexico    | 1-1  | Guatemala |      |

### Zeilen
| Olympiër                     | Discipline | Resultaat | Prestatie                             |
| ---------------------------- | ---------- | --------- | ------------------------------------- |
| Juan Maegli Jorge Springmühl | 470 klasse | 26e       | 172,0 punten: (26-22-17-24-23-DNF-24) |

Amerikaanse Maagdeneilanden · Andorra · Antigua en Barbuda · Argentinië · Australië · Bahama's · Barbados · België · Belize · Bermuda · Bolivia · Bondsrepubliek Duitsland · Brazilië · Bulgarije · Canada · Chili · Colombia · Costa Rica · Cuba · Denemarken · Dominicaanse Republiek · Duitse Democratische Republiek · Ecuador · Egypte · Fiji · Filipijnen · Finland · Frankrijk · Griekenland · Groot-Brittannië · Guatemala · Haïti · Honduras · Hongarije · Hongkong · Ierland · IJsland · India · Indonesië · Iran · Israël · Italië · Ivoorkust · Jamaica · Japan · Joegoslavië · Kaaimaneilanden · Kameroen · Koeweit · Libanon · Liechtenstein · Luxemburg · Maleisië · Marokko · Mexico · Monaco · Mongolië · Nederland · Nederlandse Antillen · Nepal · Nicaragua · Nieuw-Zeeland · Noord-Korea · Noorwegen · Oostenrijk · Pakistan · Panama · Papoea-Nieuw-Guinea · Paraguay · Peru · Polen · Portugal · Puerto Rico · Roemenië · San Marino · Saoedi-Arabië · Senegal · Singapore · Sovjet-Unie · Spanje · Suriname · Thailand · Trinidad en Tobago · Tsjecho-Slowakije · Tunesië · Turkije · Uruguay · Venezuela · Verenigde Staten · Zuid-Korea · Zweden · Zwitserland